# 나는 전쟁 신부
나는 전쟁 신부(I Was A Male War Bride)는 미국에서 제작된 하워드 혹스 감독의 1949년 영화이다. 캐리 그랜트 등이 주연으로 출연하였고 솔 C. 시겔 등이 제작에 참여하였다.

## 출연

### 주연
- 캐리 그랜트
- 앤 쉐리던

### 조연
- 마리온 마샬
- 랜디 스튜어트